# Isovorm (eiwit)

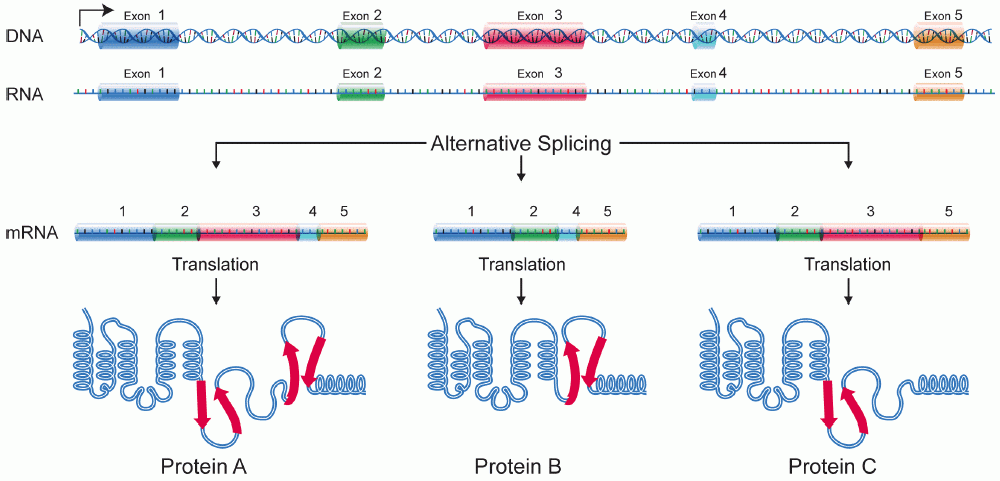
Eiwitten A, B en C zijn isovormen van elkaar, gecodeerd door hetzelfde gen, maar anders van structuur door alternatieve splicing.

Een proteïne-isovorm is een lid van een groep eiwitten die sterk op elkaar lijken en voortkomen uit hetzelfde gen. Isovormen worden gevormd bij alternatieve splicing of gecodeerd wordt door aanverwante genen (dezelfde genfamilie, vaak afkomstig van genduplicaties). In veel gevallen kunnen door variaties in het splicingproces veel verschillende eiwitten, de isovormen, uit hetzelfde primaire mRNA-transcript gevormd worden. Ze kunnen ook gevormd worden door andere posttranscriptionele modificaties van het mRNA.
De ontdekking van isovormen verklaart het kleine aantal coderende genen waaruit het menselijk genoom bestaat. Het tot expressie brengen van verschillende vormen proteïnen die afkomstig zijn uit hetzelfde gen, vergroot de verscheidenheid van het genoom. Isovormen worden makkelijk gevonden bij het gebruik van DNA-microarray's en cDNA-bibliotheken.